# Miroslav Landa
Miroslav Landa (* 25. června 1935) je bývalý český fotbalový brankář.

## Fotbalová kariéra
V československé lize hrál za Slavii Praha. Gól nedal.

## Ligová bilance
| Ročník                                   | Zápasy | Góly | Klub         |
| ---------------------------------------- | ------ | ---- | ------------ |
| 1. československá fotbalová liga 1965/66 | -      | 0    | Slavia Praha |
| CELKEM                                   | -      | 0    |              |